# Pierre Adolphe Lesson
Pierre Adolphe Lesson, născut la Rochefort pe 24 mai 1805 și decedat pe 16 mai 1888, este un chirurg de marină și botanist francez care a luat parte la mai multe călătorii de explorare științifică în Oceanul Pacific.

## Biografie
Între 1834 și 1837, el a navigat la bordul vasului Hussard, sub comanda lui M. de Cambray, trecând prin Newfoundland, Antile și Mexic.

## Publicații
- Voyage de découvertes de l'Astrolabe, exécuté par ordre du Roi pendant les années 1826-1827-1828-1829 sous le commandement de M. J. Dumont d'Urville. Botanique, Paris: J. Tastu, 1832
- Voyage aux îles de Mangareva, Rochefort: éditions Mercier et Devois, 1844
- Notes sur l'identité de la calenture et du delirium tremens, Rochefort: Triaud et Guy, 1876
- „Vanikoro et ses habitants”, Revue d'Anthropologie, 1876
- Les Polynésiens, leur origine, leurs migrations, leur langage, Paris: Ernest Leroux, 1883
- „Légendes géographiques des îles Marquises”, Bulletin de la Société de Géographie de Rochefort, 1883
- Légendes des îles Hawaii tirées de Fornander et commentées avec une réponse à M. de Quatrefages, Niort: Clouzot, 1884

## Linkuri externe
- Înregistrările de autoritatelegătură=https://www.wikidata.org/wiki/Q5658215?uselang=fr#identifiers|linia_de_bază|10x10px : virtual international authority File • Biblioteca națională a Franței (date) • Sistem universitar de documentare • Biblioteca națională a Spaniei • Baza Leonora Catégorie:Article de Wikipédia avec notice d'autorité
- Fondul și activitatea de Pierre-Adolphe Lecție Arhivat în 4 aprilie 2016, la Wayback Machine. pe site-ul CREDO